# 藤野薰
藤野薰（日语：／ Fujino Kaoru，1972年5月21日—），日本女性配音員。出身於東京都。B型血。

## 經歷
隸屬於ARTSVISION→自由身。
畢業於ARTSVISION附屬日本播音演技研究所，與同學椎名碧流、手塚千春、矢澤夢瑠共4人組成偶像團體Cristal A。
興趣：看電影、閱讀。特長：古典芭蕾、插圖。資格：小學老師、幼稚園老師。

## 演出
粗體字表示主要角色。

### 電視動畫
- 愛天使傳說（1995年，女孩子）
- 秀逗魔導士NEXT（1996年，妮妮、女孩子）
- 超魔神英雄傳（1997年，西科）
- 霹靂酷樂貓（1999年，小P）

### 電影動畫
- 餓狼傳說 -THE MOTION PICTURE-（日语：餓狼伝説 -THE MOTION PICTURE-）（1994年，金東煥（日语：キム・ドンファン））

### OVA
- 人體大奇航（1991年，普什）
- 陷入那樣般情緒吧my舞（日语：その気にさせてよmyマイ舞）（1993年，傳法寺愛）
- 銀河大小姐傳說優奈 ～哀傷的賽雷茵～（日语：銀河お嬢様伝説ユナ）（1995年，鬥魂麻美）
- 美少女遊擊隊Battle Skipper（日语：美少女遊撃隊バトルスキッパー）（1995年，聖依納爵女學院四天王）
- 銀河大小姐傳說優奈 ～深暗的仙女～（1996年，鬥魂麻美）
- 紺碧艦隊（1999年，護理人員）

### 遊戲
1995年
- 銀河大小姐傳說優奈2 永遠的公主（日语：銀河お嬢様伝説ユナ）（鬥魂麻美）
- 美少女戰鬥隊（可愛糖果）

1996年
- 真愛故事（日语：トゥルー・ラブストーリー）（廣瀨望）
- 女武神傳說 外傳 羅沙的冒險（日语：ワルキューレの伝説 外伝 ローザの冒険）（小仙子D）

1997年
- 機動戰士Z鋼彈（日语：機動戦士Ζガンダム (PlayStation)）（萊菈·米拉·萊拉（日语：ライラ・ミラ・ライラ））
- 銀河大小姐傳說優奈3 LIGHTNING ANGEL（日语：銀河お嬢様伝説ユナ）（鬥魂麻美）
- 幻影鬥技（英语：Critical Blow）（毛雪兒）
- 快打旋風III New Generation（艾蓮娜（日语：エレナ (ストリートファイター)）[8]）
- 快打旋風III 2nd IMPACT（艾蓮娜）
- 同級生2（西御寺靜乃）[注 1]
- （園浦可奈莉）
- 飛龍之拳（日语：飛龍の拳）（敏敏 等）

1998年
- （艾蓮娜、米蓮娜）
- 個人教授（日语：個人教授 (ゲーム)）（穗高遥）
- 少女革命歐蒂娜 總有一天革命的故事（主人翁）
- 旅遊派對 來一場畢業旅行吧（涼風友紀）
- 漫威 VS. 卡普空 超級英雄的衝突（日语：MARVEL VS. CAPCOM CLASH OF SUPER HEROES）（洛克人、蘿露）
- 人形公主（日语：マール王国の人形姫）（柯爾奈特·艾斯波懷爾）

1999年
- 人形公主2（日语：マール王国の人形姫#リトルプリンセス マール王国の人形姫2）（柯爾奈特·艾斯波懷爾、喵喵）

2000年
- 漫威 VS. 卡普空 2 英雄們的新世紀（日语：MARVEL VS. CAPCOM 2 NEW AGE OF HEROES）（洛克人、蘿露）
- 天使的贈禮 馬爾王國物語（日语：マール王国の人形姫#天使のプレゼント マール王国物語）（柯爾奈特·艾斯波懷爾、喵喵）

### 廣播劇CD
- 花之飛鳥組！（日语：花のあすか組!#ドラマCD1）（1991年—1992年，春日）全2枚
- KIRARA 原聲專輯（日语：KIRARA）（1996年，艾咪）
- 魔神英雄傳外傳 CD電影 純純火美子 第一卷—第四卷（日语：魔神英雄伝ワタル (ラジオ)#魔神英雄伝ワタル外伝 ピュアピュアヒミコ）（1996年—1997年）
- 大人的問題（1998年，海老綠）
- 旅遊派對 來一場畢業旅行吧 廣播劇CD（1998年，涼風友紀）
- 聲音劇場系列 (7) （1999年）

### 外語配音

#### 電影
- 少女日記 ※VHS版。

### 廣播劇
- 魔神英雄傳外傳 Pure Pure 火美子（1996年）

### 電視節目
- 聲♥遊俱樂部（日语：声♥遊倶楽部）（1995年，東京電視台）的成員之一

### 其它
- 大正製藥Zena（TV-CF）

## 音樂作品

### 角色歌曲
| 發行日期 | 商品名稱                                | 歌                                | 樂曲     | 備註                     |
| 1997年   | 1997年                                  | 1997年                            | 1997年   | 1997年                   |
| -------- | --------------------------------------- | --------------------------------- | -------- | ------------------------ |
| 1月22日  | 真愛故事 形象專輯 回憶歌曲集            | 廣瀨望（藤野薰）                  | 「」     | 遊戲《真愛故事》相關歌曲 |
| 11月21日 | 真愛故事 歌唱精選輯 Vol.1               | 廣瀨望（藤野薰）                  | 「」     | 遊戲《真愛故事》相關歌曲 |
| 1998年   |                                         |                                   |          |                          |
| 5月21日  | 真愛故事 歌唱精選輯 Vol.2 敘事曲&二重奏 | 廣瀨望（藤野薰）                  | 「」     | 遊戲《真愛故事》相關歌曲 |
| 5月21日  | 真愛故事 歌唱精選輯 Vol.2 敘事曲&二重奏 | 美咲（西村千奈美）&廣瀨望（藤野薰） | 「告白」 | 遊戲《真愛故事》相關歌曲 |

## 腳註

## 外部連結
- （日語）—藤野薰的官方個人網站。
- （日語）—WEB THE TELEVISION（日语：ザテレビジョン）
- （日語）—goo人名事典
- 藤野薰 （日語）—allcinema（日语：allcinema）